# Das sechste und siebente Buch Mosis

Ausgabe von Johann Scheible, Philadelphia 1853

Das sechste und siebente Buch Mosis ist der Titel mehrerer Grimoires mit unterschiedlichem Inhalt aus volkstümlichen Zauber und Aberglauben sowie fragwürdigen Hausmitteln. Der Titel bezieht sich zu Unrecht auf den Propheten Mose und die ersten fünf Bücher des Tanachs, die Tora. Er versucht die Kraft Moses zu implizieren, als er die ägyptischen Zauberer besiegte (Ex 7,8 ff. ).

## Vorläufer
Bereits im 4. Jahrhundert n. Chr. erschien ein Kodex unter dem Titel Achtes Buch des Moses, ein gräko-ägyptischer Papyrus, der zu den Papyri Graecae Magicae zählt. Dieser Papyrus enthält ein langes Ritual, eine Unterweisung durch einen Erzengel, ein Gebet des Mose, an die Mondgöttin Selene gerichtet, und einen Hinweis auf einen Schlüssel des Mose, in dem zusätzliche Riten und Geheimnamen zu finden sind. Mose wurden auch weitere Schriften zugeschrieben, wie beispielsweise Das Schwert des Moses, eine Zusammenstellung von Zaubersprüchen in hebräischer Sprache aus dem Mittelalter.

## Frühe Schriften
Im 18. Jahrhundert erschienen erste Bücher in Form von magischen Rezeptbüchern, in denen angeblich Moses Zauberkünste am Hofe des Pharaos beschrieben wurden. 1797 wurde ein 6. et 7. Liber Mosis für 10 Reichstaler angeboten im Allgemeinen litterarischer Anzeiger. Ein weiteres Buch mit demselben Titel erschien später im Jahr 1849, produziert vom Verleger Johann Scheible. Es wurde 1851 und 1853 mit Zusätzen neu gedruckt. In dieser Form erlebt es seither bis heute neue Auflagen. Verkaufsargument für die Bücher war stets, dass sie das geheime Wissen Moses enthielten, das in der Bibel unterdrückt worden sei. Die magisch-sympathetische Rezeptsammlung von Buch II des Abraham von Worms, erschienen 1725 bei Peter Hammer [= Scheible, fingiert], als buchstäbliche Übernahme für das sechste und siebente Buch Mosis, erklärt Abraham-von-Worms-Herausgeber Georg Dehn mit dem beiden Büchern gemeinsamen Verleger Scheible. Scheible druckte sowohl Abraham von Worms’ Buch als auch das sechste und siebente Buch Mosis mehrfach nach. Das sechste und siebente Buch Mosis wird 1734 bei Peter Hammer, Köln erstmals erwähnt [= Scheible, fingiert].

## Heutige Ausgaben
Zu Beginn des 20. Jahrhunderts entstanden auch ein vergleichbares 8. und 9. Buch Moses oder enthüllte Geheimnisse der Zauberei, das heute noch als Buch mit den beiden Zusätzen „500 erprobte und entschleierte Geheimnisse, Mittel und Ratschläge aus dem Gebiete der Haus- und Landwirtschaft und Gewerbe und Künste“ sowie „Natürlich und sympathische Haus- und Heilmittel für Mensch und Vieh“ als Buch erhältlich ist. Die ebenfalls heute existierenden 11., 12. und 13. Bücher Moses sind neuzeitliche Sammelwerke, die aus verschiedenen alten Schriften erstellt wurden.
In Deutschland wurde das Buch 1956 verboten und der Verleger Ferdinand Masuch wegen Betruges und Verstoß gegen das Gesetz zur Bekämpfung von Geschlechtskrankheiten verurteilt. Anlass war ein Hausmittel aus dem Buch, das für Syphilispatienten empfahl, sich bis an den Hals in Pferdemist einzugraben und die Krankheit hierdurch auszuschwitzen. Das Urteil wurde in der zweiten Instanz aufgehoben.

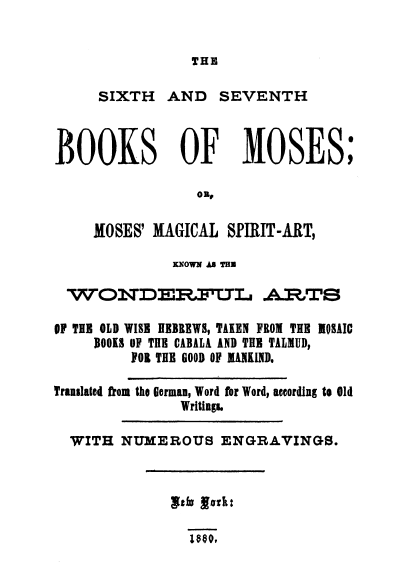
Ausgabe New York, 1880
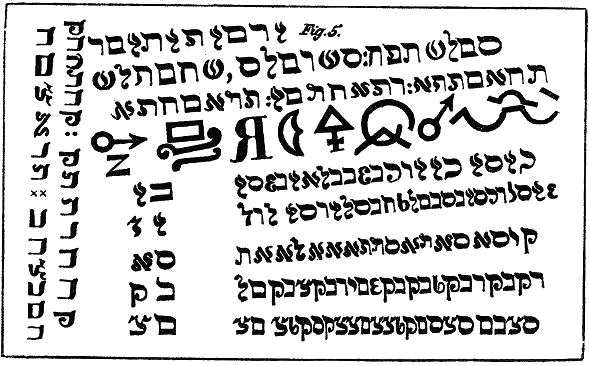
New York, 1880
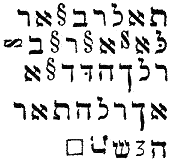
New York, 1880
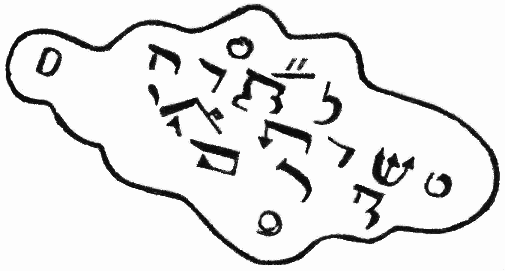
New York, 1880
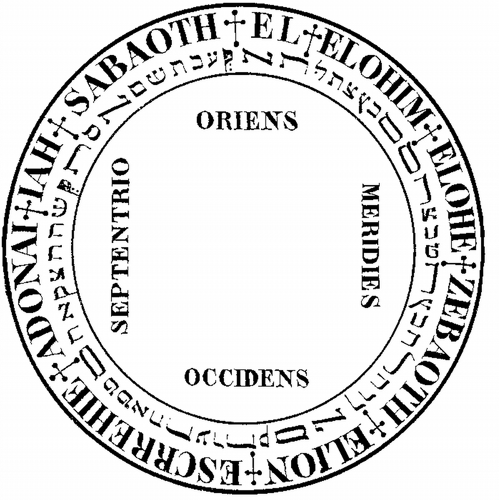
New York, 1880
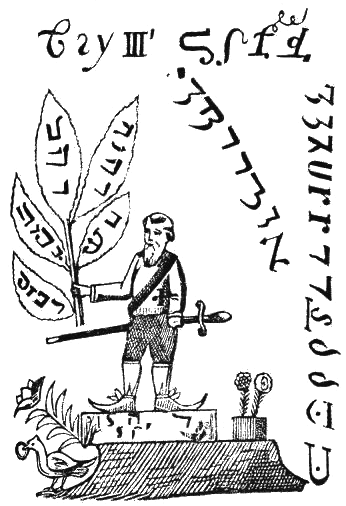
New York, 1880

## Ausgaben
- Sechstes u. siebentes Buch Mosis oder Der magisch-sympathetische Hausschatz, das ist Mosis magische Geisterkunst, das Geheimniß aller Geheimnisse, wortgetreu nach einer alten Handschrift mit staunenerregenden Abbildungen. Ohne Ort und ohne Jahr; Neudruck Berlin 1976; Nachdruck des Neudrucks ohne Jahr, auch Bohmeier-Verlag, Leipzig, 2003; ISBN 3-89094-376-4; weitere darin enthaltene Grimoires:
  - Das siebenmal versiegelte Buch der größten Geheimnisse oder Magisch-sympathetischer Hausschatz in bewährten Mitteln wider viele Krankheiten und Gebrechen des Leibes, nebst wundersamen Geheimnissen zu Erreichung der verschiedenartigsten Zwecke (mit einer Vorrede des Herausgebers)
  - Geheime Kunst-Schule magischer Wunder-Kräfte, oder Das Buch der wahren Praktik in der uralten göttlichen Magie, wie sie durch die heilige Cabbala und durch Elohym mitgetheilt worden ist [...]
  - Romanus-Büchlein oder Gott der HErr bewahre meine Seele [...][3]
  - Engel-Hülfe zu Schutz und Schirm in großen Nöthen (mit Anhang Wunderthätiger Heiliger Segen [...]) und ab S. 21 Das heilige Sales-Büchlein oder Die Glücks-Ruthe (Verlagsdruck von C. R. Hülsemann, Leipzig)
  - Der wahrhaftige feurige Drache [...] Nach einem in Frankreich aufgefundenen Manuscript von 1522, nebst einem Postscriptum aus dem großen Buche von König Salomon, mit einigen köstlichen Recepten, gefunden bei Peter Michel, dem letzten Karthäuser zu Erfurt (mit einem Vorwort des Verfassers und einer Vorrede des Übersetzers).